# Чхэккори

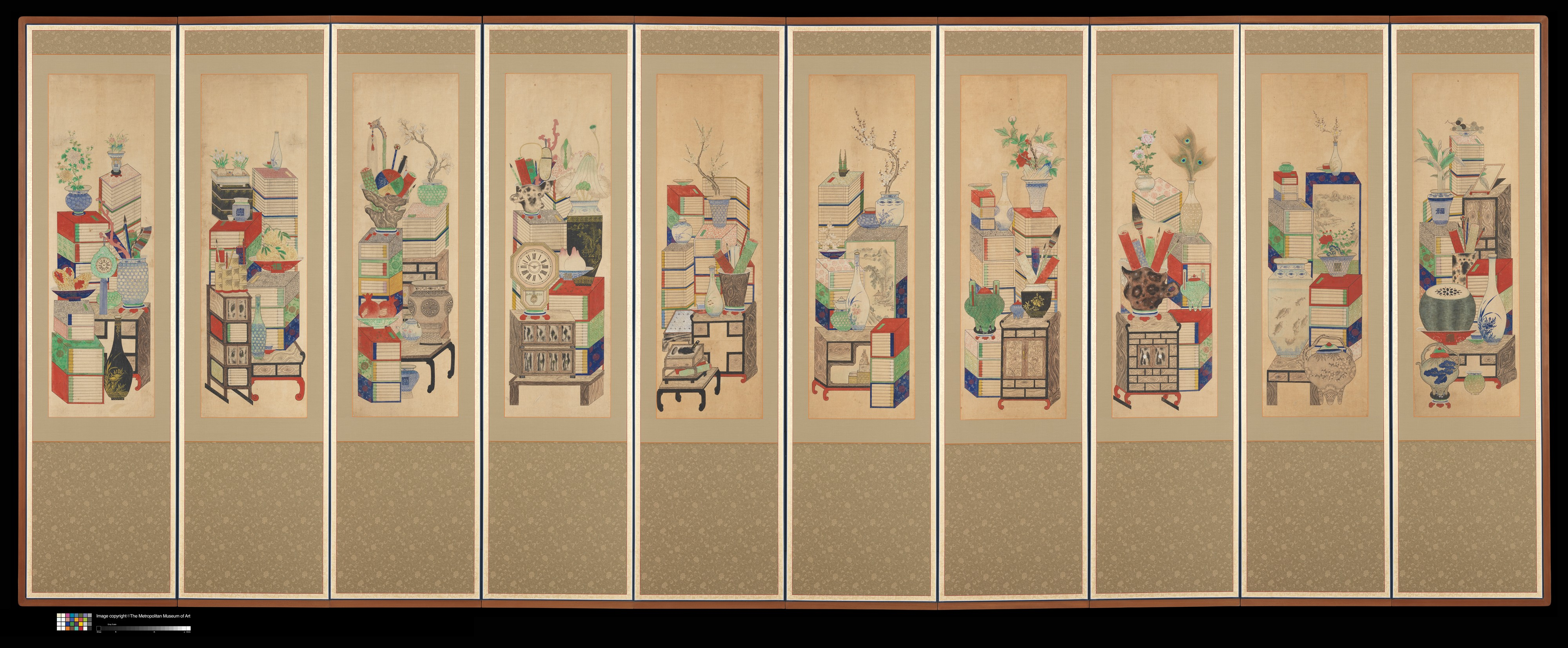
Ширма с чхэккори, неизвестный автор, начало XX века.

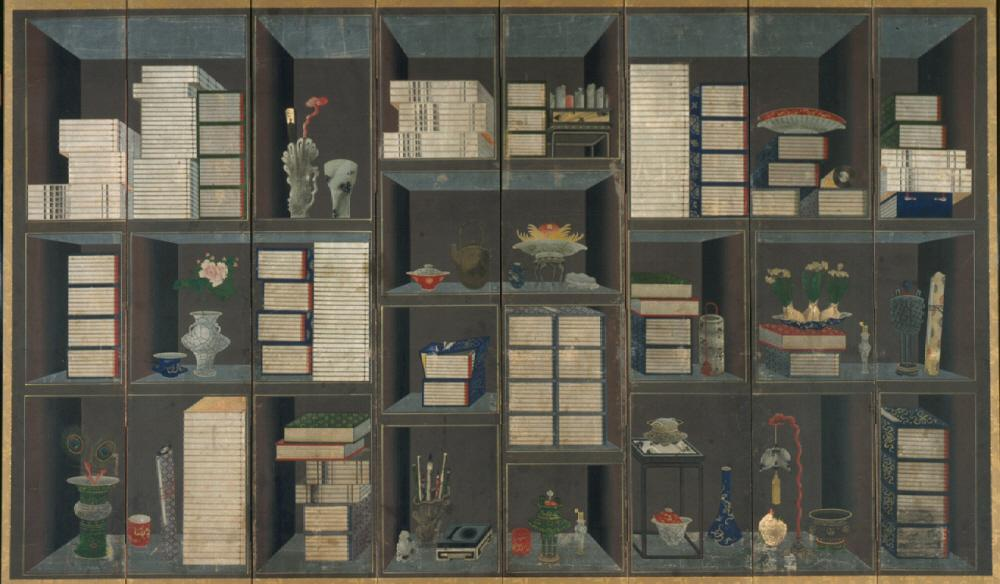
Ли Ыллок, около 1860—1874

Чхэккори кор. 책거리?, 冊--? («книги и вещи») — произведения корейской живописи, представляющие собой вид натюрморта, где преобладающими предметами являются книги.

## Описание и типология
Помимо книг на чхэккори могут изображаться другие предметы интерьера — вазы, цветы, предметы для письма, посуда, фрукты и прочее. По композиции произведения можно разделить на три типа: изображения с книжными шкафами, отдельными книгами и книгами в стопках. Композиция первого типа часто использовалась на складных ширмах, где один книжный шкаф изображался на всех панелях ширмы. Если для ширм использовалась композиция второго типа, то чаще на каждой панели ширмы было своё отдельное изображение с собственной композицией; из-за отсутствия фона могло казаться, что книги на подобных работах летают в воздухе. У произведений третьего типа также для каждой панели использовалась отдельная композиция, но предметы были систематично расставлены или сложены.

## Этимология
Название чхэккори происходит от слова чхэккадо (кор. 책가도?, 冊架圖?), обозначающего «книжную полку». Произведения чхэккори также могут обозначаться словом мунбандо (кор. 문방도?, 文房圖?).

## История
Жанр чхэккори зародился во второй половине XVIII века во время периода Чосон и развивался до конца первой половины XX века. Подобные произведения были популярны среди различных слоёв населения, поскольку отражали любовь людей к книгам и образованию, ценящиеся в корейской культуре.
Во время XVIII века в культуре Чосона наступил «золотой век», в это время развивалось искусство, появлялись новые сюжеты и жанры. Появившийся в XVIII веке жанр чхэккори пропагандировался самим ваном Чонджо, который был настоящим ценителем книг. Ранние произведения чхэккори почитались за реализм в изображении предметов. В начале XIX века жанр перешёл в народное искусство (минхва), что привело к упрощению и более абстрактному изображению предметов, а книжные шкафы и полки перестали быть доминирующим мотивом. У знати чхэккори использовались и для проведения ритуалов, и для декора, тогда как в народе они были лишь украшением дома.

## Влияние
Ван Чонджо выступал за развитие культурного обмена с Империей Цин, что привело к увеличению как экспортируемых, так и ввозимых из Китая и Европы товаров. Некоторые предметы, изображавшиеся на натюрмортах чхэккори, были иностранного происхождения, например, часы, зеркала, прототипы очков, появившиеся в Европе. изображенные книжные полки демонстрируют влияние шкафов с сокровищами Duobaoge династии Цин,Сам жанр ассимилировал присущую западному искусству линейную перспективу и передачу светотени, натюрморты стали более симметричными и систематичными.